# Morda pa nekoč
Morda pa nekoč je album Gregorja Avsenika z Ansamblom Saša Avsenika, ki je izšel na glasbeni CD plošči leta 2018 pri založbi ZKP RTV Slovenija.

## O albumu
Na albumu kot gostja ob bok očetu Gregorju na kitari in bratu Sašotu na harmoniki nastopa tudi pevka Monika Avsenik.

## Seznam posnetkov
| CD              | CD                                               | CD                   | CD                                 | CD                           | CD      |
| Št.             | Naslov                                           | Besedilo             | Glasba                             | Solo vokal                   | Dolžina |
| --------------- | ------------------------------------------------ | -------------------- | ---------------------------------- | ---------------------------- | ------- |
| 1.              | „Gorenjska polka‟                                |                      | V. Ovsenik, S. Avsenik             |                              | 2:28    |
| 2.              | „Morda pa nekoč‟                                 | G. Avsenik           | G. Avsenik                         | Monika Avsenik               | 4:08    |
| 3.              | „Monika & Tečka mala‟                            | I. Sivec, G. Avsenik | G. Avsenik, R. Smolnikar           | Dejan Zupan                  | 4:03    |
| 4.              | „Spomin na Pariz‟                                | G. Avsenik           | G. Avsenik                         | Maja Berce                   | 3:28    |
| 5.              | „Kje si b'la Nataša?‟                            | V. Šolinc            | G. Avsenik                         | Dejan Zupan                  | 3:36    |
| 6.              | „Nesi me, nesi‟ (priredba skladbe Srečanje)      | M. Gregorič          | V. Ovsenik, S. Avsenik, G. Avsenik | Monika Avsenik               | 2:56    |
| 7.              | „Na planini pod Golico‟                          |                      | V. Ovsenik, S. Avsenik, G. Avsenik |                              | 3:02    |
| 8.              | „Dejmo Jožko, ne se šparat'‟                     | I. Sivec, G. Avsenik | G. Avsenik, T. Iskra               |                              | 4:03    |
| 9.              | „Bela laboda‟                                    | I. Sivec             | V. Ovsenik, S. Avsenik             | Monika Avsenik               | 2:58    |
| 10.             | „Grand prix polka‟                               |                      | V. Ovsenik, S. Avsenik             |                              | 2:45    |
| 11.             | „Hej, Johnny!‟                                   | G. Avsenik           | G. Avsenik                         | Mitja Skočaj, Monika Avsenik | 2:53    |
| 12.             | „Polka Latino‟ (priredba skladbe Kitarska polka) | G. Avsenik           | V. Ovsenik, S. Avsenik, G. Avsenik |                              | 2:45    |
| 13.             | „Brez bencina‟                                   | I. Sivec             | G. Avsenik, R. Smolnikar           |                              | 4:03    |
| 14.             | „Melodija za tebe‟                               |                      | V. Ovsenik, S. Avsenik             |                              | 4:24    |
| 15.             | „Koračnica za kitaro‟                            |                      | V. Ovsenik, S. Avsenik             |                              | 2:37    |
| Skupna dolžina: | Skupna dolžina:                                  | Skupna dolžina:      | Skupna dolžina:                    | Skupna dolžina:              | 50:09   |

## Sodelujoči

### Ansambel Saša Avsenika
- Sašo Avsenik – harmonika
- Dejan Zupan – vokal
- Mitja Skočaj – klarinet, saksofon, vokal
- Jan Tamše – trobenta
- Matic Plevel – ritem kitara
- Aleš Jurman – kontrabas, bariton

### Solisti in ostali glasbeniki
- Gregor Avsenik – kitara
- Monika Avsenik – vokal na posnetkih 2, 3, 6, 8, 9 in 11
- Bronka  Prinčič – harfa na posnetku 2
- Maja Berce – vokal na posnetkih 4, 5, 12, 13 in 15
- Janez Repnik – klaviature in programiranje na posnetkih 4 in 12
- Vojko Sfiligoj – klaviature in programiranje na posnetku 6
- Tomaž Zevnik – klarinet na posnetkih 7 in 15
- Mitja Skočaj – vokal in saksofon na posnetku 11

### Godalni kvartet "The Others"
igra na posnetku 2
- Aleksander Jovetić – vodja

### Godalna skupina izOrkestra Slovenske filharmonije
igra na posnetkih 6 in 14
- Roman Leskovic – vodja

### Produkcija
- Gregor Avsenik – glasbeni producent
- Boštjan Grabnar – so-producent in oblikovanje zvoka za posnetke 2, 5, 9, 13 in 14
- Metod Komatar – so-producent in oblikovanje zvoka za posnetke 1, 3, 7, 8, 10, 11 in 15, mastering
- Janez Repnik – so-producent in oblikovanje zvoka za posnetka 4 in 12
- Vojko Sfiligoj – so-producent in oblikovanje zvoka za posnetek 6
- Iztok Černe – so-producent in oblikovanje zvoka za posnetek 6

- Žiga Culiberg – oblikovanje in fotografije
- Rok Majhenič – fotografije
- Nejc Heberle – fotografije
- Mediaspot – fotografije